# خطاف صيد السمك

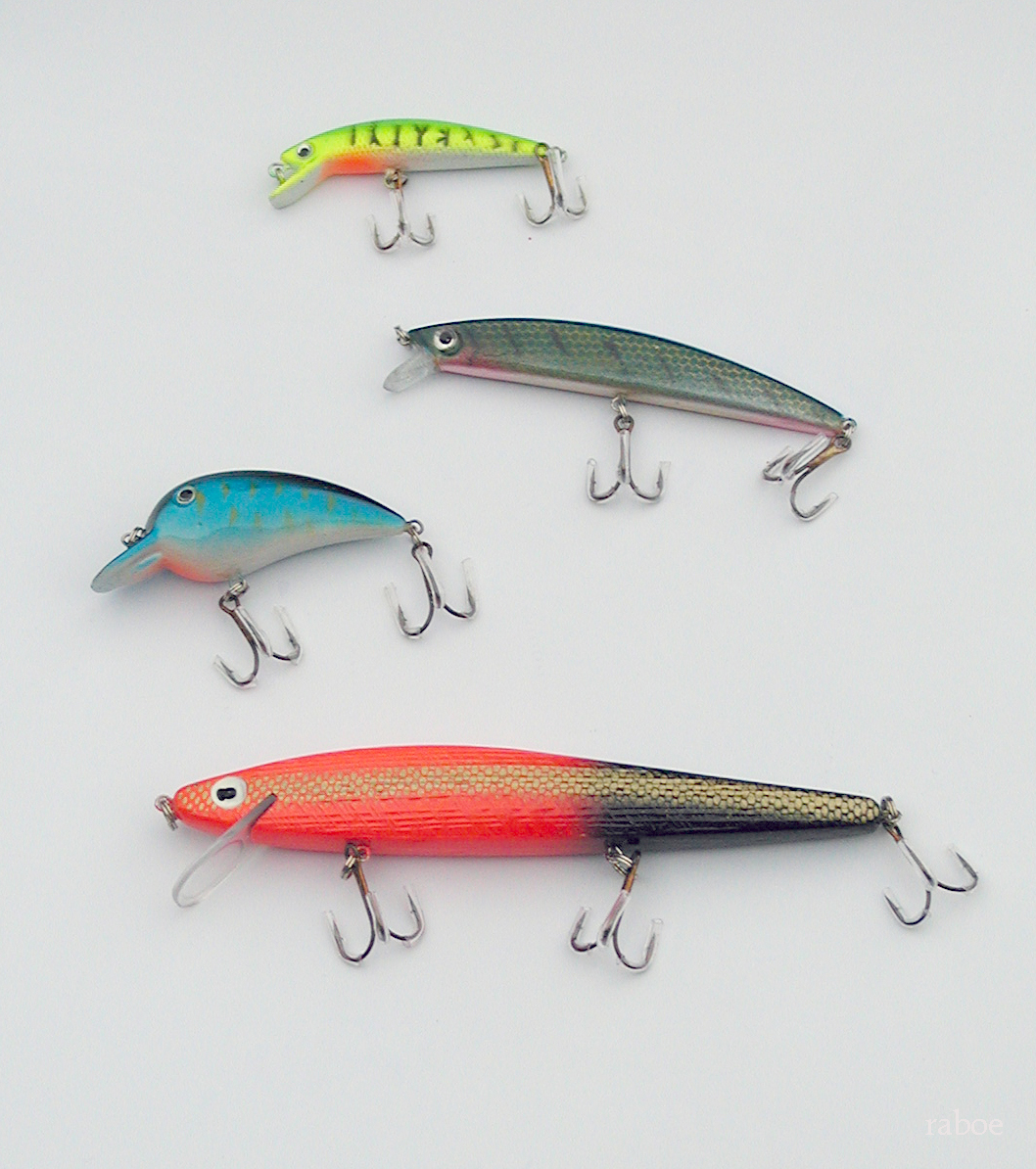
طرق مبتكرة لجذب الأسماك من خلال خطاف صيد الأسماك

خطاف صيد السمك أو شص صيد السمك هي أداة صلبة طرفها مُعوَجّ تُعلّق في صنارة صيد الأسماك، وقد استخدمت لقرون كثيرة من قبل الصيادين سواء في المياه العذبة أو المالحة، في عام 2005 تم اختيار أداة خطاف صيد السمك من ضمن قائمة أهم 20 أداة في تاريخ البشرية من قِبل مجلة فوربس، وتعلق بخطاطيف الأسماك عادةُ بأحد الأطعمة أو الأشياء الأخرى التي تجذب الأسماك ليتم صيدها، وهناك مجموعة ضخمة وهائلة من خطاطيف صيد الأسماك في العالم مختلفة الأحجام والتصاميم والأشكال والمواد وتتغير تبعا للغرض المقصود من صيد الأسماك.

## معرض الصور

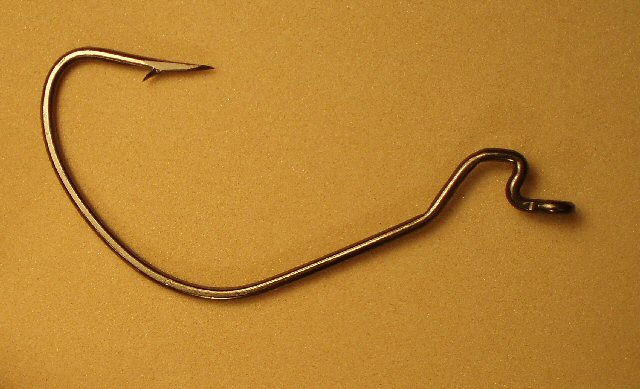
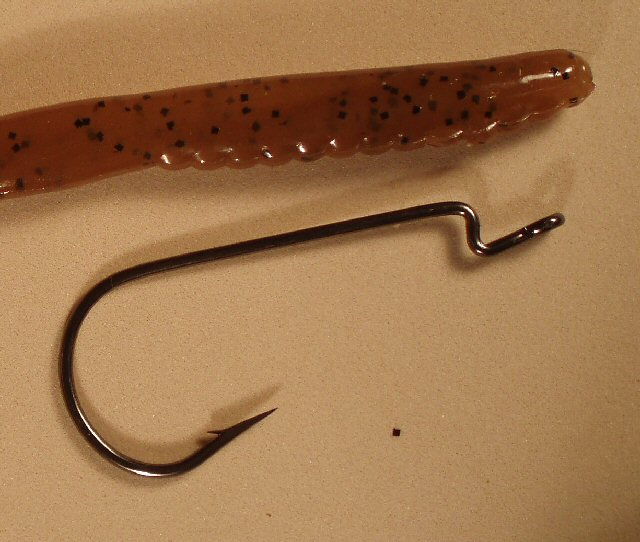
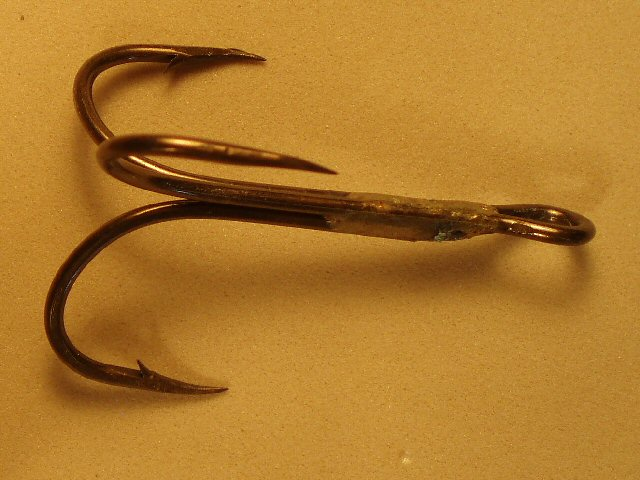
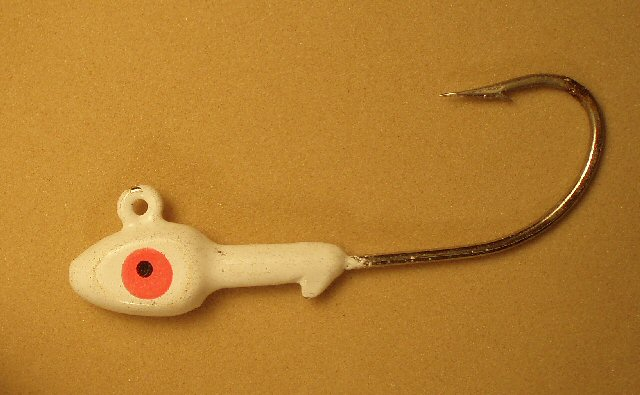
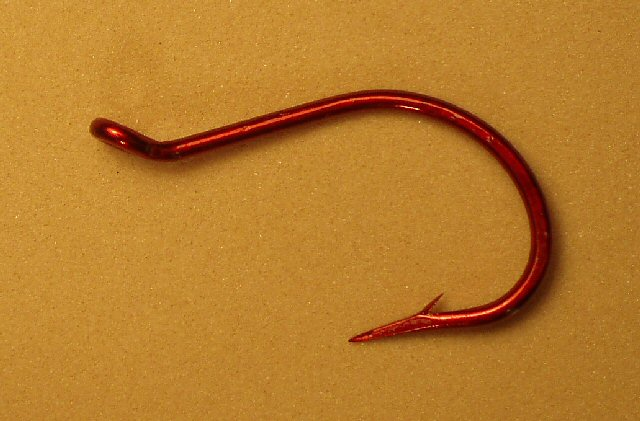
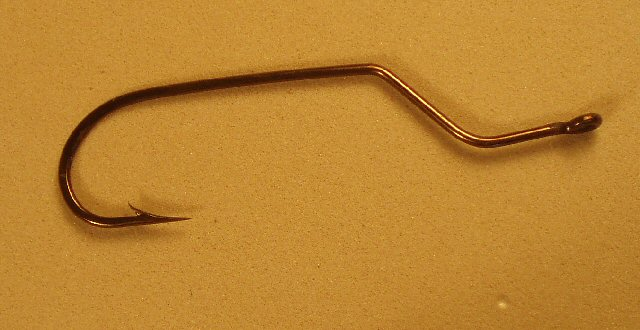
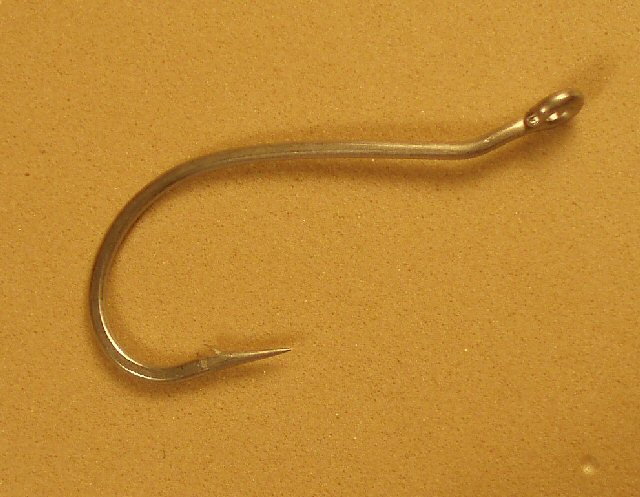